# Šatna

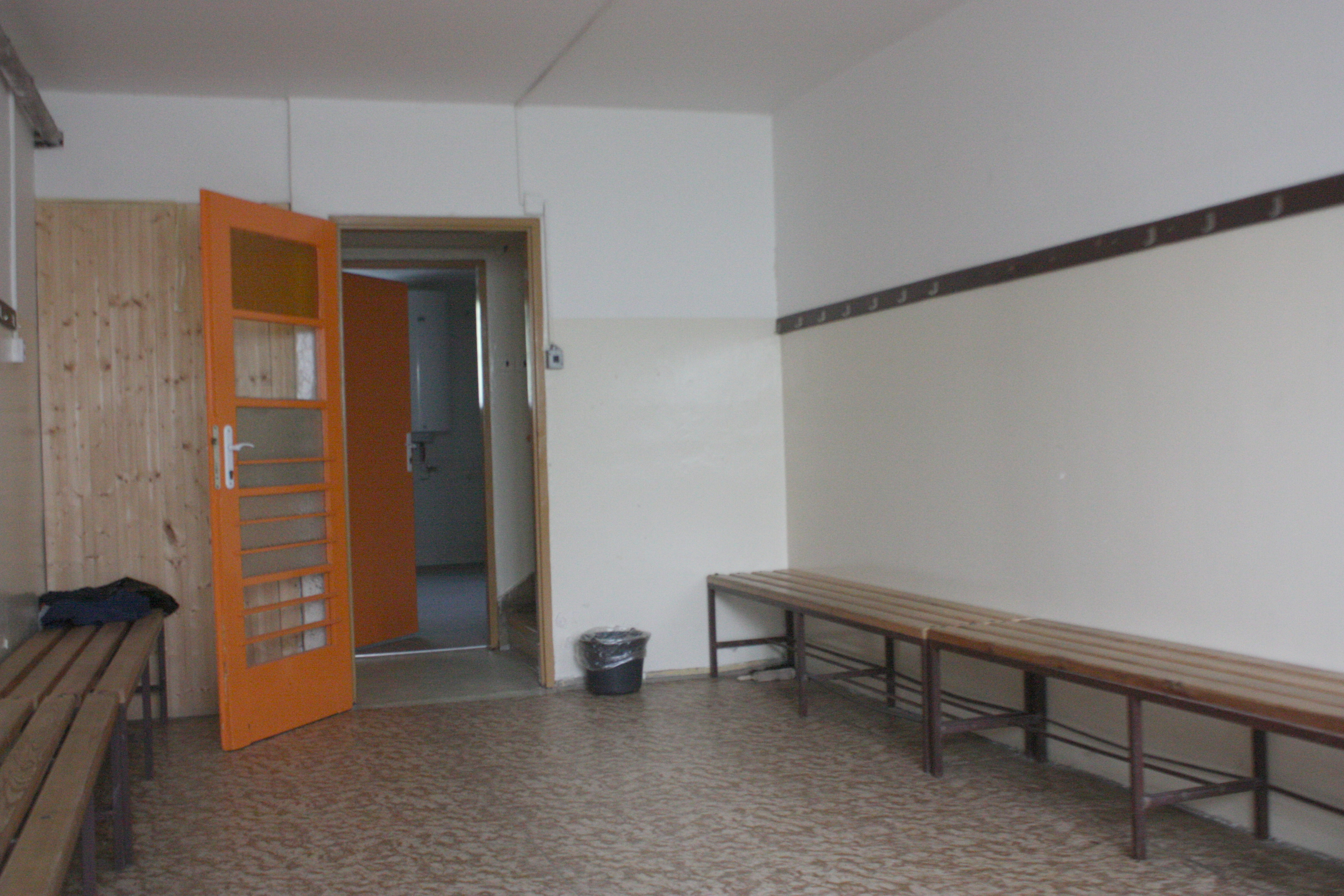
Prázdná školní šatna

Šatna je místnost, která slouží k převlékání oděvů a přezouvání obuvi a která také může sloužit k bezpečnému krátkodobému uložení a úschově šatů, bot a dalších osobních předmětů běžné denní potřeby (např. kabelka, taška, deštník, kufřík apod.).
Se šatnami se nejčastěji setkáváme na místech, kde je nutné, aby se často převlékalo a přezouvalo větší množství lidí, např. ve
školách, na sportovištích všech typů, v průmyslu (výrobní podniky), při dobývání nerostů v hornictví, v zemědělství, v laboratořích, ve zdravotnictví, v armádě, v divadlech a mnoha dalších oborech lidské činnosti. Při pracovní činnosti v terénu nebo ve stavebnictví mohou jakožto zvláštní šatny sloužit např. maringotky nebo stavební buňky.

## V kulturních zařízeních
Některá kulturní zařízení mívají šatny dvě, jednu pro účinkující umělce a druhou pro diváky. Příkladem budiž např. divadla, kde herecká šatna obvykle slouží nejen pro převlékání, ale i pro přípravu herců na umělecký výkon, pro jejich odpočinek jak během uměleckého výkonu tak i po něm. Návštěvnická šatna pak slouží divákům k odložení svrchního oděvu (zejména v zimě) a odložení věcí, které by během představení ostatní diváky obtěžovaly či rušily apod.

## Citát
| „                    | Za jevištní chodbou Národního divadla u výtahu ke skladům je herecká šatna číslo 15. "Elitní", jak byla nazývána, protože se tam oblékala a k představení upravovala bývalá "slavná stará garda". Když jsem roku 1905 byl přijat do svazku činohry, bylo mi ve zmíněné šatně určeno místo po odešlém Vojtovi Slukovi a tak jsem se, ač velmi mlád, čili "Benjamínek", jak mi Eduard Vojan říkával, octl mezi "sloupy souboru". | “ |
| — Rudolf Deyl starší | |   |

## V průmyslu a hospodářské činnosti
Šatny jsou nezbytnou součástí péče o zaměstnance v mnoha průmyslových odvětvích i v mnoha vědeckých, výzkumných, zdravotnických a dalších specializovaných společenských zařízeních a institucích. Bývají zřízeny všude tak, kde je bezpodmínečně nutné, aby se větší počet zaměstnanců převlékl do příslušného pracovního oděvu.

## Ve sportu a při rekreaci
Šatny jsou užívány také v mnoha sportovních a tělovýchovných odvětvích, např. při všech kolektivních sportech, v plavání apod. Při rekreaci se s nimi běžně setkáváme např. na koupalištích, v plaveckých areálech, akvaparcích apod. Šatny ve sportovních zařízeních jsou běžně budovány ve společném bloku s umývárnami (sprchami). Často tak, že vstup z veřejného, neplaceného prostoru na vlastní sportoviště je možný jen přes blok šaten a umýváren. V tomto případě jsou šatny skoro vždy rozděleny na pánské a dámské.

## V domácnosti
Běžné domácnosti obvykle specializovanou šatnu v obytných prostorách nemívají, jako šatna může sloužit kterákoliv část bytu.